# Abborrsjötjärn
Abborrsjötjärn är en sjö i Sorsele kommun i Lappland och ingår i Umeälvens huvudavrinningsområde. Sjön har en area på 0,0848 kvadratkilometer och ligger 368,1 meter över havet. Sjön avvattnas av vattendraget Huftabäcken.

## Delavrinningsområde
Abborrsjötjärn ingår i det delavrinningsområde (724972-157328) som SMHI kallar för Namn saknas. Medelhöjden är 442 meter över havet och ytan är 11,02 kvadratkilometer. Det finns inga avrinningsområden uppströms utan avrinningsområdet är högsta punkten. Huftabäcken som avvattnar avrinningsområdet har biflödesordning 3, vilket innebär att vattnet flödar genom totalt 3 vattendrag innan det når havet efter 293 kilometer. Avrinningsområdet består mestadels av skog (81 procent). Avrinningsområdet har 0,93 kvadratkilometer vattenytor vilket ger det en sjöprocent på 8,4 procent.